# Diaphorus winthemi
Diaphorus winthemi är en tvåvingeart som beskrevs av Johann Wilhelm Meigen 1824. Diaphorus winthemi ingår i släktet Diaphorus och familjen styltflugor. Inga underarter finns listade i Catalogue of Life.